# Итальянская гонщица (фильм)
«Итальянская гонщица» (Итал. Veloce come il vento) — итальянский драматический фильм 2016 года, производства кинокомпании Rai Cinema , режиссёра Маттео Ровере и оператора Микеле Д'Аттаназио по сценарию Маттео Ровере, Филиппо Гравино и Франческа Маньери . Музыка к фильму написана композитором Андреа Фарри. Сюжет фильма основан на биографии итальянского гонщика Карло Капоне .

## Сюжет
Джулия Де Мартино, семнадцатилетняя удивительно талантливая гонщица, после смерти своего отца, оказывается в тяжёлом положении. Чтобы позаботиться о младшем брате и выкупить из залога их дом, девушке необходимо выиграть в автогонках. Обучить тонкостям мастерства и подготовить Джулию к заезду берётся её сорокалетний старший брат Лорис, бывший автогонщик, ныне заядлый наркоман, но исключительный профессионал гоночного трека. Уроки Лориса необычны, хотя крайне действенны.

## В ролях
- Стефано Аккорси — Лорис Де Мартино
- Матильда Де Анджелис — Джулия Де Мартино
- Паоло Грациози — Тонино
- Роберта Маттеи — Аннарелла
- Лоренцо Джоиелли — Этторе Минотти
- Джулио Пуньяги — Нико Де Мартино